# Калюжний Олексій Васильович
Калюжний Олексій Васильович (* (1896, за ін. даними — 1899, Чернігів — 04.03.1938, похований у селищі Нова Ухтарка, Комі АРСР, нині Республіка Комі, РФ) — український кінооператор.
Жертва сталінського терору.

## Біографія
Народився 1896 р. в Чернігові. Інженер за освітою, фотограф за спеціальністю. Викладав на кінофакультеті Київського музично-драматичного інституту ім. М. Лисенка (1923—1924), одночасно працював оператором кінохроніки Київського обласного відділу ВУФКУ. 
З 1925 р. — оператор Одеської кінофабрики. 
В 1930—1931 рр. працював у Москві.
Був заарештований окупаційними органами НКВД СРСР 25.12.1937 р. Засуджений 02.01.1938 до розстрілу трійкою при УНКВС Архангельської обл. Звинувачення за ст. 58-10 КК РРФСР.

## Фільмографія
Зняв фільми:
- «Синій пакет» (1926)
- «Підозрілий багаж»(1926),
- «Беня Крик» (1927),
- «Напередодні» (1928),
- «Мертва петля»,
- «Злива» (1929, у співавт.),
- «Право на жінку» (1930, у співавт.),
- «Кармелюк» (1931).